# 土岐章

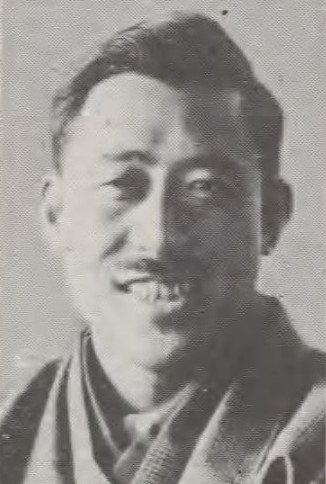
土岐章

土岐 章（とき あきら、1892年（明治25年）2月18日 - 1979年（昭和54年）4月3日）は、大正から昭和期の政治家、華族。貴族院子爵議員。

## 経歴
東京府出身。最後の沼田藩主土岐頼知の七男に生まれる。明治30年代のある日、頼知の家は財産を失い赤坂の屋敷と沼田の別邸を売り払って北千住で庶民として再出発する。1915年（大正4年）千葉県立高等園芸学校卒業。明治法律学校（現在の明治大学）を経て、東京帝国大学理科大学選科修了。帝大では発酵学を学び、卒業後は仲間とともにパンの製造販売業を立ち上げたが事業としては上手くいかなかった。無類のパン好きとして知られ、世間からは「パンの殿様」とも呼ばれた。
兄土岐頼敏の隠居に伴い、1918年（大正7年）6月29日子爵を襲爵。妻の貞子の実家で、日本橋三越前でハチブドー酒を扱う近藤利兵衛の近藤商会に入社。同社より発酵学の研究のためドイツに派遣されていた留守中に、高樹町の自宅が関東大震災で被災。1924年（大正13年）に渋谷区東に新たな居宅を建てた。この邸宅は1990年（平成2年）に群馬県沼田市に移築され、1997年（平成9年）に旧土岐家住宅洋館の名称で国の登録有形文化財として登録を受けている。
1928年（昭和3年）10月6日、大久保立の推挙により出馬した貴族院子爵議員補欠選挙で当選。1931年（昭和6年）犬養内閣で陸軍参与官に就任し、翌年斎藤内閣で陸軍政務次官になる。1934年（昭和9年）成立の岡田内閣でも同職に留まった。
戦後、1946年（昭和21年）6月12日に貴族院議員を辞職。同年9月に公職追放となる。1951年（昭和26年）8月追放解除。その後、1953年（昭和28年）の第3回参議院議員通常選挙において全国区から緑風会公認で立候補したが、立候補を辞退、1956年（昭和31年）の第4回通常選挙でも全国区で緑風会から立候補したが落選した。1979年死去。

## 親族
- 長男 土岐實光（鉄道技術者）[1]
- 二男 土岐孝光
- 三男 土岐準光